# Barna ausztrálposzáta
A barna ausztrálposzáta (Acanthiza pusilla) a madarak osztályának verébalakúak (Passeriformes) rendjébe, az ausztrálposzáta-félék (Acanthizidae) családjába tartozó  faj.

## Rendszerezése
A fajt George Kearsley Shaw angol zoológus írta le 1790-ben, még a billegetőfélék (Motacillidae) családjába tartozó Motacilla nembe Motacilla pusilla néven.

## Alfajai
- Acanthiza pusilla dawsonensis A. G. Campbell, 1922
- Acanthiza pusilla diemenensis Gould, 1838
- Acanthiza pusilla magnirostris A. J. Campbell, 1903
- Acanthiza pusilla pusilla (Shaw, 1790)
- Acanthiza pusilla zietzi North, 1904[2]

## Előfordulása
Ausztrália területén honos. A természetes élőhelye szubtrópusi és trópusi síkvidéki esőerdők, lombhullató erdők, mérsékelt övi erdők, szavannák és cserjések, valamint ültetvények.

## Megjelenés
Testhossza 9–11,5 centiméter, testtömege 7 gramm. Háta és szárnya szürkésbarna, hasa világos, sötétebb sávokkal. Csőre töve sárga, a hegye fekete.

## Életmódja
Bozótlakó, főleg rovarokkal táplálkozik.

## Szaporodása
A talaj közelében, fűből készített ovális alakú, oldalsó bejárattal rendelkező fészket épít. Fészekalja 2-4 tojásból áll.
|  |